# تابيري (ملكة)
تابيري، هي ملكة نوبية كوشية أو زوجة ملك عاشت في عهد الأسرة الخامسة والعشرين في مصر، وهي زوجة الملك بيعنخي.

## عائلتها
الملكة تابيري هي ابنة الملك ألارا النوبي وزوجته كاساقا وزوجة شقيقها الملك بيعنخي.

## ألقابها
- زوجة الملك الكبرى، والأولى قرباً من جلالته (على رأس الأخريات أمامه). (الملكة الوحيدة التي حملت لقب زوجة الملك الكبرى كانت نفرتيتي)
- عظيمة البلاد الأجنبية.
- زوجة الملك.
- ابنة الملك.
- أخت الملك.[2]

## مدفنها
دفنت الملكة تابيري في هرم الكورو رقم K.53، وقد وجد في قبرها لوحة جرانيتية منحوتة تذكر أنها ابنة الملك ألارا النوبي وزوجة الملك بيعنخي، وتحمل الملكة تابيري لقباً مميزاً على هذه اللوحة، وقد ترجمه ريزنر كـ «القائدة الكبيرة للتيمحو (اللوبيون الجنوبيون)»، وخلص إلى أن البيت الكوشي الملكي كان مرتبطا بشكل ما بالليبيين. وقد أظهر آخرون منذ ذلك الحين أن لقبها يجب أن يقرأ على أنه «عظيمة - أو قائدة - سكان الصحراء"، مما يظهر ارتباط لقبها بالنوبيين.
وهناك أوشبتي أزرق خاص بالملكة تابيري موجود الآن في متحف بيتري في لندن تحت رقم (UC13220).